# Siga em Frente
Siga em Frente é um álbum de estúdio de Bruna Karla, sendo o segundo trabalho da cantora pela MK Music. Produzido por Jairinho Manhães, o disco vendeu mais de 100 mil cópias, recebendo a certificação de Disco de Ouro pela Associação Brasileira dos Produtores de Discos..

## Faixas
1. Lugar Santo (Vânia Santos)
2. Cante Aleluia (Flávia Afonso)
3. Homem de Nazaré (Flávia Afonso)
4. Não Pare Agora (André Dy Souza)
5. Deus de Poder (Fernanda Di Jesus)
6. Nome Poderoso (Kelly Blima)
7. Deus de Vitória (Fernanda Di Jesus)
8. Outra Vez (Rayssa e Ravel)
9. Por Amar Você e Eu (Flávia Afonso)
10. Todas as Respostas (Marcelo Manhães)
11. Siga em Frente (Jairo Bonfim)
12. Incansavelmente Te Adorarei (Georgiana Guinle)

## Clipes
- Lugar Santo
- Homem de Nazaré